# Niels Bensink
Niels Bensink (10 de noviembre de 1996) es un deportista neerlandés que compite en ciclismo en la modalidad de BMX. Ganó una medalla de plata en el Campeonato Europeo de Ciclismo BMX de 2015.

## Palmarés internacional
| Campeonato Europeo | Campeonato Europeo | Campeonato Europeo | Campeonato Europeo |
| Año                | Lugar              | Medalla            | Competición        |
| ------------------ | ------------------ | ------------------ | ------------------ |
| 2015               | Erp (Países Bajos) | Medalla de plata   | Carrera            |